# 妮科尔·罗斯
妮科尔·罗斯（英語：Nicole Ross，1989年1月15日—）生于纽约，是一名美国女子击剑运动员，主攻花剑。罗斯在9岁时受电影《公主新娘》的影响开始练习击剑。她在高中毕业后就读于哥伦比亚大学，2013年取得艺术史学位。她在职业生涯期间曾参加2012年伦敦奥运和2020年东京奥运，其中2012年伦敦奥运个人赛止步32强，团体赛获得第6名，2020年东京奥运个人赛止步16强，团体赛获得第4名。2023年8月，她因个人健康原因宣布结束运动生涯。